# Takeo Nishioka
Takeo Nishioka(西岡 武夫, Nagasaki, 12 de febrero de 1936 - Tokio, 5 de noviembre de 2011) fue un político japonés del Partido Democrático (DPJ) que sirvió como miembro de la Cámara de Consejeros en la Dieta. 
Nishioka se graduó en la Universidad de Waseda, Fue elegido para la Cámara de Consejeros  por primera vez en 1983 y fue reelegido en 1986. En ese momento, ocupó la cartera de Ministro de Educación en el Gabinete del Primer Ministro Yasuhiro Nakasone. Perdió su escaño en 2000 y fue elegido para la Cámara de Consejeros por primera vez en 2001. En 2010, fue elegido Presidente de esa Cámara como miembro de la DPJ.